# عملیات شناسایی هوایی

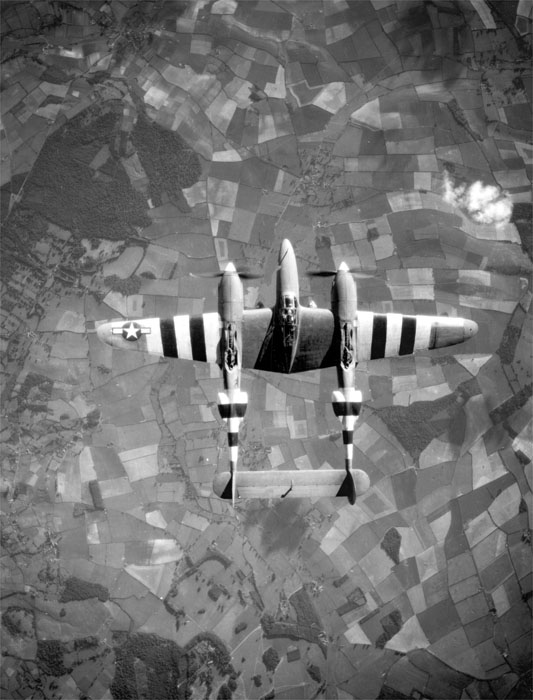
یک هواپیمای شناسایی آمریکایی لاکهید پی-۳۸ لایتنینگ در حال تصویربرداری (ژوئن ۱۹۴۴)

عملیات شناسایی هوایی (انگلیسی: Aerial reconnaissance) نوعی از عملیات شناسایی برای مقاصد نظامی یا استراتژیک است که به کمک یک هواگرد شناسایی انجام می‌گیرد.